# Amalia Bereș
Amalia Bereș (Pașcani, 18 de junho de 1997) é uma remadora romena, campeã olímpica.

## Carreira
Bereș é duas vezes campeã mundial em oito e sete vezes campeã europeia, incluindo títulos em oito e quatro sem timoneiro. Ela competiu no oito feminino nos Jogos Olímpicos de Verão de 2020.
Nos Jogos Olímpicos de Verão de 2024, em Paris, conquistou a medalha de ouro na competição de oito com feminino, ao lado de Magdalena Rusu, Roxana Anghel, Ancuța Bodnar, Maria Lehaci, Adriana Adam, Ioana Vrînceanu, Simona Radiș e Victoria-Ștefania Petreanu, com o tempo de 5:54.39.